# Белльмар, Пьер-Эдуар
Пьер-Эдуа́р Белльма́р (фр. Pierre-Édouard Bellemare; род. 6 марта 1985, Ле-Блан-Мениль) — французский хоккеист, нападающий. Занимает второе место по сыгранным матчам в НХЛ среди французских хоккеистов, уступая только Антуану Русселю.

## Карьера
Воспитанник школы французского клуба «Драгон де Руан». Получил награду «Трофи Жан-Пьер Графф» как лучший новичок Лиги Магнуса в сезоне 2004/05. Выступал в составе «Руэна» в чемпионате Франции в течениe четырёх лет. B 2005 году За это время он два раза завоёвывал титул чемпиона Франции, и трижды — Кубок Франции.
В сезоне 2006/2007 Белльмар уехал в Швецию, где выступал сначала за «Лександс», а в 2009 году он перешёл в «Шеллефтео», за который он выступал пять лет. В 2014 году француз в составе команды стал чемпионом Швеции. В течениe пяти сезонов, набрал 125 (64+61) очков.
За сборную Франции Пьер-Эдуар Белльмар постоянно выступает с 2004 года.
10 июня 2014 года Белльмар подписал контракт с клубом «Филадельфия Флайерз».

## Достижения
- Чемпион Швеции: 2014.
- Чемпион Франции (2): 2003, 2006.
- Обладатель Кубка Франции (3): 2002, 2004, 2005.